# アルカーデ
アルカーデ（伊: Arcade）は、イタリア共和国ヴェネト州トレヴィーゾ県にある、人口約4,500人の基礎自治体（コムーネ）。

## 地理

### 位置・広がり
トレヴィーゾ県中部に位置するコムーネ。

#### 隣接コムーネ
隣接するコムーネは以下の通り。
- ジャーヴェラ・デル・モンテッロ
- ネルヴェーザ・デッラ・バッターリア
- ポヴェリアーノ
- スプレジアーノ
- ヴィッロルバ

### 気候分類・地震分類
気候分類では、zona E, 2441 GGに分類される。
また、イタリアの地震リスク階級 (it) では、zona 2 (sismicità media) に分類される。